# تريستان طومسون
تريستان طومسون (بالإنجليزية: Tristan Thompson)‏ مواليد 13 مارس 1991، هو لاعب كرة سلة كندي يلعب مع فريق كليفلاند كافالييرز في الرابطة الوطنية لكرة السلة ويحمل الرقم 13. يبلغ طوله 6 قدم 9 بوصة (2.1 م).

## فرق لعب لها
- كليفلاند كافالييرز

## روابط خارجية
- تريستان طومسون على موقع الاتحاد الدولي لكرة السلة (الإنجليزية)
- تريستان طومسون على موقع إن بي أي (الإنجليزية)
- تريستان طومسون على موقع سبورتس رفرنس (الإنجليزية)
- تريستان طومسون على موقع كرة السلة الأوروبية.كوم (الإنجليزية)
- تريستان طومسون على موقع DraftExpress.com (الإنجليزية)
- تريستان طومسون على موقع إي إس بي إن.كوم (الإنجليزية)
- تريستان طومسون على موقع كلية كرة السلة في سبورتس رفرنس.كوم (الإنجليزية)
- تريستان طومسون على موقع ريلجم (الإنجليزية)
- تريستان طومسون على موقع بروبوليرز (الإنجليزية)